# Trichocoronis
Trichocoronis là một chi thực vật có hoa trong họ Cúc (Asteraceae).

## Loài
Chi Trichocoronis gồm các loài: